# زمین‌لرزه نیوزیلند
زمین‌لرزه نیوزیلند ممکن است به یکی از موارد زیر اشاره داشته باشد:
- زمین‌لرزه ۱۹۸۷ نیوزیلند
- زمین‌لرزه ۲۰۱۱ نیوزیلند
- زمین‌لرزه ۱۹۶۸ نیوزیلند